# Samson und die weißen Sklavinnen
Samson und die weißen Sklavinnen (Originaltitel: Sansone contro i pirati) ist ein Abenteuerfilm mit mythologischen Elementen, den Tanio Boccia 1963 inszenierte. Der von der Kritik mehrheitlich abgelehnte Film kam am 30. Juli 1965 in deutsche Kinos. Titel in der DDR war Rebellion auf der Teufelsinsel.

## Handlung
Der wilde Pirat Murad und seine Mannschaft plündert alle spanischen Schiffe, die ihm vor den Bug kommen und tötet deren Besatzung mit Ausnahme der Mädchen, welche die Piraten mit sich nehmen. Eine einzige der jungen Frauen, Amanda, kann entkommen und wird von Samson gerettet, der daraufhin beschließt, die Piraten in ihre Schranken zu weisen, was ihm aufgrund seiner übermenschlichen Kräfte nach geraumem Kampfhändel auch gelingt.

## Kritik
Der Filmdienst äußerte sich kritisch über den Alleingang Samsons, der „eine ganze Schiffsbesatzung allein besiegt, die eisernen Tore des Gefängnisses spielend aus den Angeln hebt, mit einem Pappkrokodil […] auf Leben und Tod kämpft und den Palast des Piratenchefs zum Einsturz bringt“. Das Lexikon des Fantasy-Films stellt fest, dass es Samson „offenbar mal wieder quer durch die Zeiten verschlagen hat, ohne daß der gerissene Autor […] in der Lage wäre, dem erstaunten Publikum eine logische Erklärung zu liefern“. Auch der Evangelische Film-Beobachter hält nicht viel von dem Streifen. Er bezeichnet ihn als „Monumental-Konfektion aus Italien“ und zieht das Fazit, er sei „naiv gemacht und überwiegend langweilig“.
Auch die einheimische Kritik hielt das Werk für „ohne Originalität geschrieben, ohne Fantasie erzählt und eindruckslos gespielt und inszeniert“.